# Слосканс, Болеслав
Болеслав Слосканс (Болеслав Бернардович Слоскан, латыш. Boļeslavs Sloskāns, лат. Boleslas Sloskans; 31 августа 1893, местечко Стирниене, Витебская губерния (ныне Вараклянский край Латвии) — 18 апреля 1981, Брюссель) — титулярный епископ Cillio, администратор Могилёвской митрополии, апостольский визитатор для русских и белорусских католиков византийского обряда в эмиграции. Деятель Римско-католической церкви, участник Русского апостолата в Зарубежье.

## Семья
Родился в католической латышской семье, родители — Бернард и Цецилия Слоскансы. Отец был крестьянином, затем служил полицейским.

## Образование
Окончил Рижское городское трёхклассное училище, сдал экзамен на звание ученика фармацевта. Окончил католическую Петроградскую духовную семинарию (1916), учился в католической Петроградской духовной академии (1916—1918; не закончил из-за её закрытия).

## Священник
- С 21 января 1917 — священник, служил в Петрограде.
- С 22 июня 1919 — викарий храма святой Екатерины в Петрограде.
- С 1920, одновременно, служил в Шлиссельбурге, в 1922 — в церкви святого Иосифа в Вырице, в Петрозаводске и Кронштадте.
- С 1923 — служил в Петрограде в церкви святого Бонифация, затем в церкви святого Станислава.
- В июне — сентябре 1924 — викарий храма Петра и Павла в Москве.
- В 1925 служил в церкви Святой Варвары в Витебске.
- С конца 1925 вновь служил в церкви святой Екатерины в Ленинграде.

## Епископ

### Деятельность в СССР
10 мая 1926 года представитель Папы Римского епископ Мишель д’Эрбиньи тайно рукоположил о. Болеслава в епископы в храме святого Людовика в Москве. Болеслав Слосканс участвовал в тайной церемонии рукоположения ещё одного католического епископа Антония Малецкого (12 августа 1926). С августа 1926 он был апостольским администратором в Могилёве (с 1927 — в Минске). В октябре 1926 объявил верующим о своём епископском сане.
17 сентября 1927 года был арестован, обвинён в шпионаже и 13 января 1928 постановлением коллегии ОГПУ приговорён к трём годам лишения свободы. В феврале 1928 отправлен в Соловецкий лагерь особого назначения, где тайно рукополагал священников восточного обряда и совершал богослужения — вначале разрешённые, а после их запрета — тайные. Был отправлен на остров Анзер, где тайно служил мессу на большом камне в лесу или стоя на коленях на низком чердаке.

Писал родителям из заключения: 

Дорогие родители, молитесь обо мне, но делайте это без тревоги и грусти. Позвольте вашим сердцам как можно больше открыться любви. Я так счастлив теперь, что научился любить всех людей, даже тех кто, как кажется, этой любви недостоин. Они и есть самые несчастные. Умоляю вас, не дайте никакой жажде мести или чувству горечи проникнуть в ваши сердца — если бы это случилось, мы бы уже были не христианами, а фанатиками.

17 сентября 1930 был освобождён и вернулся в Могилёв, но в том же году вновь арестован и постановлением Особого совещания коллегии ОГПУ выслан на три года в Восточную Сибирь, находился в Иркутской, Красноярской, Енисейской тюрьмах. Был в ссылке в Туруханском крае, где зарабатывал на жизнь ловлей рыбы. В январе 1933 выслан из СССР в Латвию — фактически обменян на осуждённого в этой стране коммунистического агента.

В жизнеописании епископа Болеслава Слосканса сказано, что он 

прошёл через семнадцать советских тюрем. На Лубянке его раздевали, привязывали к столбу и избивали до крови. Его закрывали в узкой клетке, где нельзя было пошевелиться, при этом день и ночь на голову падали капли ледяной воды. На протяжении долгих недель он оставался лежать на спине, прикованный кандалами к полу, с направленным в глаза ослепляющим светом прожектора. В камере смертников в темных подвалах он в течение долгих месяцев ждал казни. Пытки и тюрьмы не смогли ни сломить, ни озлобить епископа. Вся его жизнь соответствовала его епископскому девизу — Hostia pro fratribus — Жертва за братьев.

### Жизнь в Латвии, Германии и Бельгии
В октябре 1933 года вместе с епископами Петром Бучисом и Николаем Чарнецким Слосканс принимал участие в совещании русского католического духовенства в Риме, работающего в Русском апостолате в Зарубежье.
В 1933 году был принят в Риме Папой Пием XI, с 5 апреля 1933 — ассистент Папского трона. В 1933—1941 — профессор Рижской католической семинарии и теологического факультета Латвийского университета. Во время Второй мировой войны был арестован гестапо и отправлен в Германию в лагерь для военнопленных в Шнайдемюле, откуда освобождён после вмешательства немецких епископов. После освобождения жил в городе Айхштетт в Баварии и затем в монастыре капуцинов в Лор на Майне.
С 1946 жил в Бельгии, с 1951 находился в бенедиктинском монастыре Mont Cesar близ Лувена. В конце 1947 совершал визитацию белорусских общин в Европе. С 9 декабря 1952 — апостольский визитатор для русских и белорусских католиков в Западной Европе, руководил курсами для Ди Пи в Лойтерсдорф, где преподавали Пьетро Модесто и Павел Близнецов. С 14 февраля 1953 в юрисдикции Слосканса находились также белорусские эмигранты латинского обряда в Западной Европе, с 1955 — латышские и эстонские католики в эмиграции. Он также духовно окормлял белорусских и латышских студентов в Католическом университете Лувена, в католической семинарии под его руководством находилось около 40 человек. Оказывал поддержку проживавшему в Бельгии белорусскому композитору Миколе (Николаю) Равенскому. При его финансовой помощи выпускались эмигрантские белорусские религиозные периодические издания — «Znic» (Рим), «Божым шляхам» (Париж-Лондон) и др. Активно участвовал в проведении в Риме в 1960 году съезда белорусского духовенства византийско-славянского обряда.
С 1979 жил на покое в монастыре сестёр в Корбеек-Ло. Скончался в Брюсселе, в 1993 его останки были перенесены в Латвию в Аглонскую базилику.

#### Русский апостолат
Участвовал в Съездах русских католиков в Зарубежье:
- В октябре 1933 года — на Съезде в Риме
- С 21 по 26 ноября 1950 года по случаю Юбилейного года и паломничества русских католиков в Рим
- с 27 по 30 июля 1956 года на Съезде в Брюсселе при издательстве и центре русских католиков Жизнь с Богом, совершал богослужения там же в храме Благовещения Пресвятой Богородицы

## Труды
Автор мемуаров, опубликованных в 1994 году в журнале «Истина и жизнь» (№ 11, 12).

## Канонизация
В апреле 2000 года по инициативе латвийского епископата начат процесс канонизации епископа Слосканса. 8 ноября 2004 года состоялось рассмотрение официальной биографии епископа, все члены рассматривавшей его дело богословской комиссии проголосовали за признание жизни и деяний епископа добродетельными, а 20 декабря того же года Папа Иоанн Павел II подписал декрет о героических добродетелях Слосканса. Теперь для беатификации (причисления к лику блаженных) Болеслава Слосканса не хватает только официально признанного чуда по его заступничеству, а для канонизации — второго.